# Elatostema tenuicornutum
Elatostema tenuicornutum är en nässelväxtart som beskrevs av Wen Tsai Wang. Elatostema tenuicornutum ingår i släktet Elatostema och familjen nässelväxter. Inga underarter finns listade i Catalogue of Life.